# پترا گرابوفسکی
پترا گرابوفسکی (آلمانی: Petra Grabowski؛ زادهٔ ۳۱ ژانویهٔ ۱۹۵۲) قایقران کایاک اهل آلمان بود.